# Republik Afghanistan
Die Republik Afghanistan (persisch جمهوری افغانستان Dschumhūrī-ye Afġānistān, auch bekannt als Daoud-Republik) war die Nachfolgerin der gestürzten afghanischen Monarchie, des Königreichs Afghanistan. Das republikanische System war die offizielle Staatsregierung des Mohammed Daoud Khan von 1973 bis 1978.
Daoud Khan wurde Afghanistans erster Präsident im Jahre 1973, nachdem er Mohammed Zahir Schah in einem unblutigen Putsch entthront hatte. Daoud war bekannt für seine progressive Politik und seine Absichten, das Land unter anderem mithilfe der Sowjetunion und der Vereinigten Staaten zu modernisieren.
Im Jahre 1978 fand ein Militärputsch, bekannt als Saur-Revolution, statt, der von der kommunistischen DVP Afghanistans, der die Modernisierung zu schleppend voranging, durchgeführt wurde. Daoud wurde während des Putsches von 1978 mitsamt seiner gesamten Familie gelyncht. Das Ende der Daoud-Republik bedeutete die Geburtsstunde für die Demokratische Republik Afghanistan (1978–1992).

## Gründung
Im Juli 1973, als Mohammed Zahir Schah sich in Italien einer Augenoperation und einer Hexenschusstherapie unterzog, inszenierte sein Cousin und ehemaliger Premierminister Mohammed Daoud Khan einen Putsch und gründete eine republikanische Regierung. Daouds Stellvertreter wurde Mohammad Hasan Scharq.
Mohammed Daoud Khan war ein Jahrzehnt vorher von Sahir Schah gezwungen worden, sein Amt als Premierminister niederzulegen.
Im August 1973 dankte Sahir Schah aus Angst vor einem blutigen Bürgerkrieg ab.

## Reformen
Daoud startete ein politisches und wirtschaftliches Reformprogramm, von dem viele Ziele aber unerreicht blieben oder monarchistische Züge annahmen.

### Politik
Im Jahr 1973 wurde der ehemalige Ministerpräsident Afghanistans, Mohammad Haschim Maiwandwal wegen Vorbereitung eines Putsches gegen die neuetablierte Daoud-Regierung verhaftet. Die Putschisten wollten die Macht von Daoud wieder an den ehemaligen König Mohammed Sahir Schah übertragen. Maiwandwal wurde inhaftiert und starb am 1. Oktober vor seinem Prozess durch Suizid im Gefängnis; in Afghanistan besteht die weitverbreitete Überzeugung, dass er zu Tode gefoltert wurde.
Nach dem Staatsstreich etablierte Mohammed Daoud Khan seine eigene politische Partei, die Nationale Revolutionäre Partei. Diese Partei wurde zum alleinigen Mittelpunkt politischer Tätigkeit im Land. Die Loja Dschirga billigte Daouds neue Verfassung, welche im Januar 1977 ein präsidentielles Einparteiensystem etablierte. Zugleich enthielt sie viele Elemente der alten Verfassung des Königreiches von 1964. Jeder Widerstand und jede Auflehnung gegen das neue Regime, etwa Unruhen auf dem Lande und unter Studenten, wurden gewaltsam niedergeschlagen oder durch die Regierung unterdrückt. Es herrschten Rechtsunsicherheit und Willkür der Staatsorgane.

### Wirtschaft
Die angestoßene Landreform beinhaltete Änderungen in den Besitzverhältnissen und Betriebsgrößen. Es sollten landwirtschaftliche Produktionsgenossenschaften entstehen. In der Industrie wurden die Sparten Metallerzeugung, Maschinenbau und Chemie gefördert. Die Festsetzung von Mindestlöhnen für Arbeiter im Oktober 1973 sowie die gesetzliche Regelung von Arbeitszeit und Lohngerechtigkeit waren im afghanischen Recht ein Novum. Die Herstellung und der Verkauf alkoholischer Getränke wurden als nicht-muslimisch und unmoralisch verboten. Für die Masse der Bevölkerung änderte sich durch die Reformen aber wenig.

## Erstarken des Kommunismus
Während Daouds Präsidentschaft verschlechterten sich die Beziehungen zu den kommunistischen Ländern im Ausland, vor allem zur Sowjetunion, sowie zu den afghanischen Kommunisten im Land. Die Sowjetunion schätzte Daouds Übergang zu einer stärker westlich orientierten Führung als gefährlich ein, da Daoud versuchte, sich selbst und Afghanistan vom Nachbarstaat Sowjetunion zu distanzieren. Er wies die sowjetischen Militär- und Wirtschaftsberater aus und kritisierte Kubas Rolle innerhalb der Bewegung der Blockfreien Staaten. Die sowjetische Staatsführung sah in Daouds Politik zunehmend ein „anti-kommunistisches“ Konzept aufgrund seines neuen Ansatzes für die Demokratische Volkspartei Afghanistans.
Im Jahr 1976 entwarf Daoud einen siebenjährigen Wirtschaftsplan für das Land. Er begann zum Beispiel militärische Trainingsprogramme mit Indien und begann Gespräche zur wirtschaftlichen Unterstützung mit dem Iran unter Schah Mohammad Reza Pahlavi. Daoud wandte seine Aufmerksamkeit auch den ölreichen Nahost-Nationen wie Saudi-Arabien, dem Irak und Kuwait zu, unter anderem für  finanzielle  Unterstützung.
Bis zum Jahr 1978 hatte Daoud wenig von dem, was er sich vorgenommen hatte, erreicht. Die afghanische Wirtschaft hatte keine wirklichen Fortschritte gemacht und der afghanische Lebensstandard war nicht gestiegen. Daoud stand auch unter starker Kritik für seine Einparteien-Verfassung aus dem Jahre 1977, die ihn von seinen politischen Anhängern entfremdete. Bis zu diesem Zeitpunkt hatten die Partscham- und die Chalq-Fraktion in der DVPA eine fragile Vereinbarung über die Wiedervereinigung erreicht. Zu diesem Zeitpunkt planten kommunistische Beamte einen Militärputsch gegen die Regierung Daoud. Laut Aussagen des späteren zweiten Präsidenten der Demokratischen Republik Afghanistan, Hafizullah Amin, waren die Pläne für den Staatsstreich im Jahre 1976, zwei Jahre vor der Saurrevolution, begonnen worden.
Am 27. April 1978 fand die Republik Afghanistan durch die Saurrevolution ihr Ende und wurde von der Demokratischen Republik Afghanistan abgelöst.